# Aeropuerto Internacional de Cardiff

Un servicio de bus conecta con el Ferrocarril de Transport for Wales

El Aeropuerto de Cardiff es el aeropuerto internacional de Gales. Se sitúa cerca del pueblo de Rhoose, a 15 kilómetros al oeste de la capital galesa, Cardiff. Se trata de un aeropuerto de no mucha envergadura.

## Historia
La historia del aeropuerto internacional de Cardiff se extiende desde hace 60 años. Desde los años 40, cuando el Ministerio Británico del Aire expropió unas tierras en el rural Vale of Glamorgan para levantar un aeródromo y una base de entrenamiento para los pilotos de Spitfires de la Fuerza Aérea Británica.
Los trabajos de construcción comenzaron en 1941, y la base aérea comenzó sus funciones oficialmente el 7 de abril de 1942 con no más de 55 unidades.
El potencial comercial de la pista se reconoció en los años 50, cuando Aer Lingus empezó un servicio de pasajeros civiles a Dublín en 1952. Una nueva terminal se construyó y empezaron los vuelos a París, Belfast y Cork. El número de viajeros superaba los 100.000 en 1962.

## Beneficios
- Bajo nivel de utilización.
- Una sola terminal.
- 9 cargadores de vehículos eléctricos

## Aerolíneas y destinos

### Destinos nacionales
| Belfast   | Aeropuerto de la Ciudad de Belfast George Best | Aer Lingus Regional |
| Edimburgo | Aeropuerto de Edimburgo                        | Loganair            |

### Destinos internacionales
| Ciudades por países | Nombre del aeropuerto                                               | Aerolíneas                                                            | Aeronaves      | Frecuencias semanales |        |
| África              | África                                                              | África                                                                | África         | África                | África |
| ------------------- | ------------------------------------------------------------------- | --------------------------------------------------------------------- | -------------- | --------------------- | ------ |
| Marruecos           |                                                                     |                                                                       |                |                       |        |
| Agadir              | Aeropuerto de Agadir-Al Massira                                     | TUI Airways (inicia 1 de mayo de 2025)                                | B7x7           |                       |        |
| Túnez               |                                                                     |                                                                       |                |                       |        |
| Enfidha             | Aeropuerto Internacional Enfidha-Hammamet                           | TUI Airways (Estacional)                                              | B7x7           |                       |        |
| Asia                |                                                                     |                                                                       |                |                       |        |
| Chipre              |                                                                     |                                                                       |                |                       |        |
| Lárnaca             | Aeropuerto Internacional de Lárnaca                                 | TUI Airways (Estacional)                                              | B7x7           |                       |        |
| Pafos               | Aeropuerto Internacional de Pafos                                   | TUI Airways (Estacional)                                              | B7x7           |                       |        |
| Egipto              |                                                                     |                                                                       |                |                       |        |
| Sharm el-Sheij      | Aeropuerto Internacional de Sharm el-Sheij                          | TUI Airways (inicia 7 de octubre de 2024)                             | B7x7           |                       |        |
| Turquía             |                                                                     |                                                                       |                |                       |        |
| Antalya             | Aeropuerto de Antalya                                               | TUI Airways (Estacional)                                              | B7x7           |                       |        |
| Dalaman             | Aeropuerto de Dalaman                                               | TUI Airways (Estacional)                                              | B7x7           |                       |        |
| Europa              |                                                                     |                                                                       |                |                       |        |
| Bulgaria            |                                                                     |                                                                       |                |                       |        |
| Burgas              | Aeropuerto de Burgas                                                | BH Air (Estacional) TUI Airways (Estacional)                          | A320-232 B7x7  |                       |        |
| Croacia             |                                                                     |                                                                       |                |                       |        |
| Dubrovnik           | Aeropuerto de Dubrovnik                                             | TUI Airways (Estacional)                                              | B7x7           |                       |        |
| España              |                                                                     |                                                                       |                |                       |        |
| Alicante            | Aeropuerto de Alicante-Elche                                        | Ryanair (Estacional) (inicia 31 de marzo de 2024) TUI Airways Vueling | B737 B7x7 A3xx |                       |        |
| Fuerteventura       | Aeropuerto de Fuerteventura                                         | TUI Airways (Inicia 20 de diciembre de 2025)                          | B737           |                       |        |
| Ibiza               | Aeropuerto de Ibiza                                                 | TUI Airways (Estacional)                                              | B7x7           |                       |        |
| Gran Canaria        | Aeropuerto de Gran Canaria                                          | TUI Airways                                                           | B7x7           |                       |        |
| Lanzarote           | Aeropuerto de Lanzarote                                             | TUI Airways                                                           | B7x7 A3xx      |                       |        |
| Málaga              | Aeropuerto de Málaga-Costa del Sol                                  | Ryanair (Estacional) TUI Airways Vueling                              | B737 B7x7 A3xx |                       |        |
| Menorca             | Aeropuerto de Menorca                                               | TUI Airways (Estacional)                                              | B7x7           |                       |        |
| Palma de Mallorca   | Aeropuerto de Palma de Mallorca                                     | TUI Airways (Estacional)                                              | B7x7           |                       |        |
| Reus                | Aeropuerto de Reus                                                  | TUI Airways (Estacional)                                              | B7x7           |                       |        |
| Tenerife Sur        | Aeropuerto de Tenerife Sur                                          | Ryanair (Estacional) (inicia 6 de abril de 2024) TUI Airways          | B737 B7x7      |                       |        |
| Francia             |                                                                     |                                                                       |                |                       |        |
| Chambéry            | Aeropuerto de Chambéry-Savoie                                       | TUI Airways (Estacional) inicia el 21 de diciembre de 2024            |                |                       |        |
| Grecia              |                                                                     |                                                                       |                |                       |        |
| Cefalonia           | Aeropuerto Internacional de Cefalonia                               | TUI Airways (Estacional)                                              | B7x7           |                       |        |
| Corfú               | Aeropuerto Internacional de Corfú-Ioannis Kapodistrias              | TUI Airways (Estacional)                                              | B7x7 A3xx      |                       |        |
| Cos                 | Aeropuerto Internacional de Kos-Hipócrates                          | TUI Airways (Estacional)                                              | B7x7           |                       |        |
| Heraclión           | Aeropuerto Internacional de Heraclión Nikos Kazantzakis             | TUI Airways (Estacional)                                              | B7x7 A3xx      |                       |        |
| Rodas               | Aeropuerto Internacional de Rodas-Diágoras                          | TUI Airways (Estacional)                                              | B7x7           |                       |        |
| Zante               | Aeropuerto Internacional de Zante                                   | TUI Airways (Estacional)                                              | B7x7           |                       |        |
| Irlanda             |                                                                     |                                                                       |                |                       |        |
| Dublín              | Aeropuerto de Dublín                                                | Ryanair                                                               | B737           |                       |        |
| Islandia            |                                                                     |                                                                       |                |                       |        |
| Keflavík            | Aeropuerto Internacional de Keflavík (inicia 10 de octubre de 2024) | Play (Estacional)                                                     |                |                       |        |
| Países Bajos        |                                                                     |                                                                       |                |                       |        |
| Ámsterdam           | Aeropuerto de Ámsterdam-Schiphol                                    | KLM                                                                   |                |                       |        |
| Portugal            |                                                                     |                                                                       |                |                       |        |
| Faro                | Aeropuerto de Faro                                                  | Ryanair                                                               | B737           |                       |        |
| Norteamérica        |                                                                     |                                                                       |                |                       |        |
| Barbados            |                                                                     |                                                                       |                |                       |        |
| Barbados            | Aeropuerto Internacional Grantley Adams                             | TUI Airways (Estacional) inicia el 5 de febrero de 2025               |                |                       |        |
| México              |                                                                     |                                                                       |                |                       |        |
| Cancún              | Aeropuerto Internacional de Cancún                                  | TUI Airways (Estacional) inicia el 23 de marzo 2026                   |                |                       |        |

## Estadísticas
|                                  |
| Actualizado 16 de marzo de 2018. |

|                                     | Número de pasajeros | Cambios | Operaciones |
| ----------------------------------- | ------------------- | ------- | ----------- |
| 1997                                | 1,155,186           | –       | 60,724      |
| 1998                                | 1,263,225           | 9.4%    | 65,597      |
| 1999                                | 1,330,277           | 5.3%    | 63,740      |
| 2000                                | 1,519,920           | 12.5%   | 64,298      |
| 2001                                | 1,543,782           | 1.6%    | 67,624      |
| 2002                                | 1,425,436           | 8.3%    | 49,115      |
| 2003                                | 1,919,231           | 37.6%   | 48,590      |
| 2004                                | 1,887,621           | 1.7%    | 43,023      |
| 2005                                | 1,779,208           | 5.7%    | 43,040      |
| 2006                                | 2,024,428           | 12.7%   | 42,055      |
| 2007                                | 2,111,148           | 4.3%    | 43,963      |
| 2008                                | 1,994,892           | 5.6%    | 37,123      |
| 2009                                | 1,631,236           | 18.2%   | 27,003      |
| 2010                                | 1,404,613           | 13.9%   | 25,645      |
| 2011                                | 1,208,268           | 13.6%   | 29,130      |
| 2012                                | 1,013,386           | 16.1%   | 26,842      |
| 2013                                | 1,072,062           | 4.3%    | 24,879      |
| 2014                                | 1,023,932           | 4.7%    | 25,864      |
| 2015                                | 1,160,506           | 13.3%   | 25,077      |
| 2016                                | 1,347,483           | 16.1%   | 26,256      |
| 2017                                | 1,465,227           | 8.7%    | 28,934      |
| 2018                                | 1,581,302           | 7.9%    | 31,085      |
| Fuente: UK Civil Aviation Authority |                     |         |             |

| Puesto | Aeropuerto        | Pasajeros | Variación % |
| ------ | ----------------- | --------- | ----------- |
| 1      | Alicante          | 107.645   | 491,2%      |
| 2      | Palma de Mallorca | 73.843    | 537,2%      |
| 3      | Tenerife–Sur      | 72.194    | 614,3%      |
| 4      | Dublín            | 64.126    | 714,8%      |
| 5      | Málaga            | 63.102    | 380,2%      |
| 6      | Ámsterdam         | 62.734    | 449,0%      |
| 7      | Lanzarote         | 40.920    | 489,9%      |
| 8      | Faro              | 36.494    | 963,0%      |
| 9      | Corfú             | 24.779    | 1.687,8%    |
| 10     | Dalaman           | 24.223    | 0%          |